# Василюк Світлана Михайлівна
Світлана Михайлівна Василюк (20 липня 1958, м. Вінниця, Україна) — українська освітянка і політикиня, директорка Вінницького технічного фахового коледжу, депутатка Вінницької міської ради трьох скликань, нагороджена Орденом Княгині Ольги.  

## Біографія
Народилася в сім'ї службовців. У 1979 закінчила Вінницький Державний педагогічний інститут імені М. Островського (історичний факультет). У 2006 році закінчила Одеський регіональний інститут державного управління НАДУ при Президентові України та отримала кваліфікацію — магістр державного управління.
У 1984—2001 рр. — працювала у Вінницькому будівельному технікумі на посадах: викладача історії та права, методиста, голови циклової комісії суспільно-політичних дисциплін, заступника директора з виховної роботи.
З 2001 працювала у Вінницькій міскій раді — радником Вінницького міського голови (2001—2002), начальником управління інформаційної політики та зв'язків з громадськістю (2002—2005).
З 2005 працювала у Вінницькій обласній державній адміністрації — першим заступником начальника головного управління з питань внутрішньої політики, у справах засобів масової інформації та зв'язків з громадськістю облдержадміністрації (2005—2006), начальником головного управління з питань внутрішньої політики, у справах засобів масової інформації та зв'язків з громадськістю облдержадміністрації (2006—2010), начальником управління у справах преси та інформації Вінницької облдержадміністрації (2010—2012), директором Департаменту інформаційної діяльності та комунікацій з громадськістю (з листопада 2012).
З жовтня 2022 року — директор Вінницького технічного фахового коледжу.
Обиралася депутатом Вінницької міської ради V, VI та VIII скликання.

## Сім'я
Чоловік – Василюк Володимир Максимович (16.07.1936 – 11.12.2020), прокурор, генерал-лейтенант.
Донька – Гайду Ганна Володимирівна, 1984 року народження, суддя, Голова Вінницького міського суду.

## Відзнаки
В серпні 2000 р. нагороджена знаком «Відмінник освіти України»
У червні 2009 р. нагороджена Орденом Княгині Ольги ІІІ ступеня.